# إبيانة
قرية إبيانة هي إحدى القرى التابعة لمركز مطوبس في محافظة كفر الشيخ في جمهورية مصر العربية. حسب إحصاءات سنة 2006، بلغ إجمالي السكان في إبيانة 8585 نسمة، منهم 4335 رجلا و4250 امرأة. ومن أشهر أبنائها سعد زغلول زعيم ثورة 1919، وأحمد فتحي زغلول القاضي المصري في محكمة دنشواي.